# برامهال
برامهال (به انگلیسی: Bramhall) یک شهرک در بریتانیا است که در کلان‌شهر مستقل استکپورت واقع شده‌است. برامهال ۱۵٫۹۳ کیلومتر مربع مساحت و ۱۷٬۴۳۶ نفر جمعیت دارد.